# Pròcul
|  | No s'ha de confondre amb Pròcul (prenom). |

Pròcul (llatí: Proculus) fou un cognom romà utilitzat per nombroses gens. Té el seu origen en el praenomen Pròcul, nom que durant la prehistòria romana es posava als infants nascuts en absència de son pare. Amb el temps, el mot s'erosionà i per caiguda de la posttònica esdevingué Procle (llatí: Proclus), usat sobretot a partir del Baix Imperi també en entorns grecs (grec antic: Πρόκλος).
Entre els personatges que portaren aquest cognom hi ha els següents:
- Gai Plauci Pròcul, cònsol el 358 aC.
- Gneu Acerroni Pròcul, cònsol el 37 dC.
- Pròcul (jurista), jurista romà del segle i dC, que podria ésser el mateix personatge que l'anterior.
- Pròcul (metge), metge romà del segle i dC.
- Volusi Pròcul, servidor de Neró.
- Escriboni Pròcul, governador de Germània al segle i dC.
- Aulus Viciri Pròcul, polític romà del segle i dC.
- Licini Pròcul, prefecte del pretori de Marc Salvi Otó a partir del 68 dC.
- Pròcul (usurpador), usurpador del tron imperial romà mort el 281.
- Pròcula, forma femenina
  - Clàudia Pròcula
- Proculeu, cognom romà derivat de Pròcul
  - Gai Proculeu, amic d'August.
- Procle, forma alternativa (llatí: Proclus, grec antic: Πρόκλος)